# 奉書船
奉書船（ほうしょせん）とは、将軍が発給した朱印状に加えて、老中の書いた奉書という許可証をもった船のこと。

## 概要
奉書とは元々主君が出した命令書に対して、重臣や奉行などがその命令書が正規のものである証明とその速やかな執行を指示するために作成した文書であり、室町幕府では管領によって将軍の命令書とともに奉書が作成され、江戸幕府においてもこの制度を継承していた。
江戸時代初期には将軍の朱印状を携帯した朱印船による朱印船貿易が行われていた。奉書船制度は、従来の朱印状に加えて、老中の連署により発行する「奉書」を携行する船にのみ貿易を許可したもので、朱印船貿易から鎖国への過渡的措置として行われた。
鎖国を進めるにあたり、貿易許可証である朱印状は邪魔な存在になっていた。朱印船制度は初代将軍徳川家康が制度化したものであり、家康自身が直接発行したものも多く、余人がそれを取り消すことは事実上不可能だったからである。
そこで、幕府は貿易を制限するための手段として「朱印状と奉書の両方を携行すること」を貿易許可の新たな条件とした。つまり、朱印状の効力を取り消すことなく、付帯条件を追加したわけである。
奉書船制度が始まる前の寛永5年（1628年）5月、長崎の町年寄の高木作右衛門の朱印船がスペイン艦隊によって焼打ちにされ、朱印状を奪われるという事件（メナム河事件）が発生している。『平戸オランダ商館日記』の寛永11年（1634年）5月7日の条には、マニラのスペイン人が朱印状を粗末に扱ったために、海上あるいは外国に朱印状を携行するのを許さぬことにしたとあり、そのために海外に渡航する者は老中の奉書を携え、長崎で長崎奉行に渡航許可書を発行してもらうことになったとある。
1633年には奉書の携帯が完全義務化され、朱印船制度は消滅する。

## 関係年表
- 1601年　徳川家康が諸外国に朱印船貿易を通告
- 1628年　高木作右衛門の朱印船が焼き討ちに遭い、朱印状を奪われる（メナム河事件）
- 1631年　奉書船制度始まる / 同年7月19日（旧暦6月20日）、長崎奉行竹中重義宛の奉書を得て、長崎代官の末次茂貞がトンキンに向けて奉書船を送り出す
- 1633年　奉書船以外の海外渡航が禁止になる
- 1634年　海外往来通商制限
- 1635年　日本船の海外渡航及び帰国を全面禁止